# Ishii Kaisei
Kaisei Ishii (sinh ngày 2 tháng 4 năm 2000) là một cầu thủ bóng đá người Nhật Bản.

## Sự nghiệp câu lạc bộ
Kaisei Ishii đã từng chơi cho Sagan Tosu.